# Drilleri
Drilleri er at spille vittigt på en persons svagheder eller komiske træk. Det kan gøres groft og ydmygende, hvor det så må karakteriseres som mobning eller det kan gøres som en slags leg mellem venner og slægtninge.
| Samfund | Spire Denne samfundsartikel er en spire som bør udbygges. Du er velkommen til at hjælpe Wikipedia ved at udvide den. |